# Unipolarmaskin

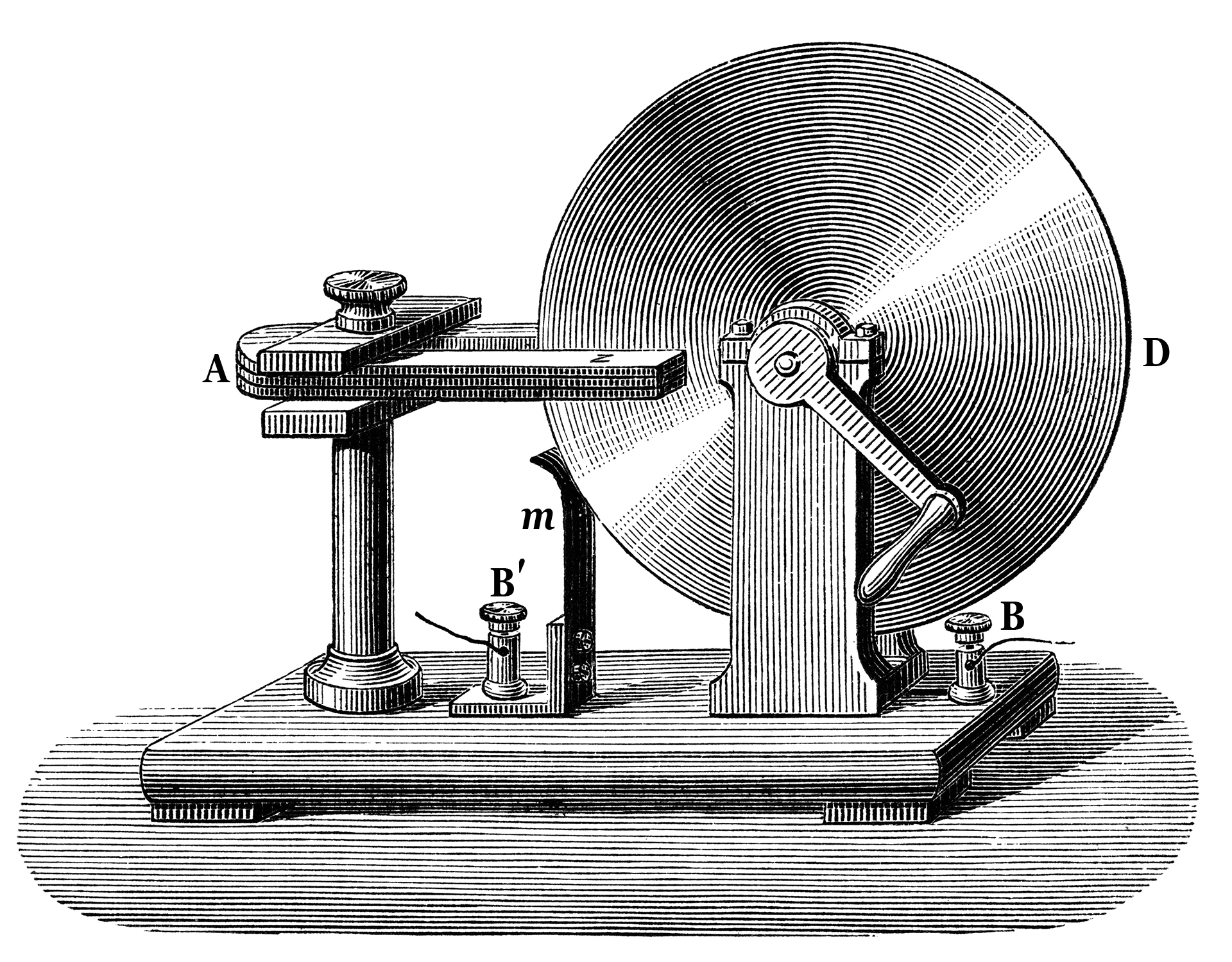
Enkel handvevad unipolarmaskin. En kopparskiva (D) roterar mellan polerna på en hästskomagnet (A). Eftersom det ledande skivmaterialet rör sig olika fort genom det relativt homogena magnetfältet, beroende på avståndet från skivans axel, uppstår en spänning mellan kontakterna B och B vilka ansluter till skivans kant (via fjädern m) respektive dess axel.

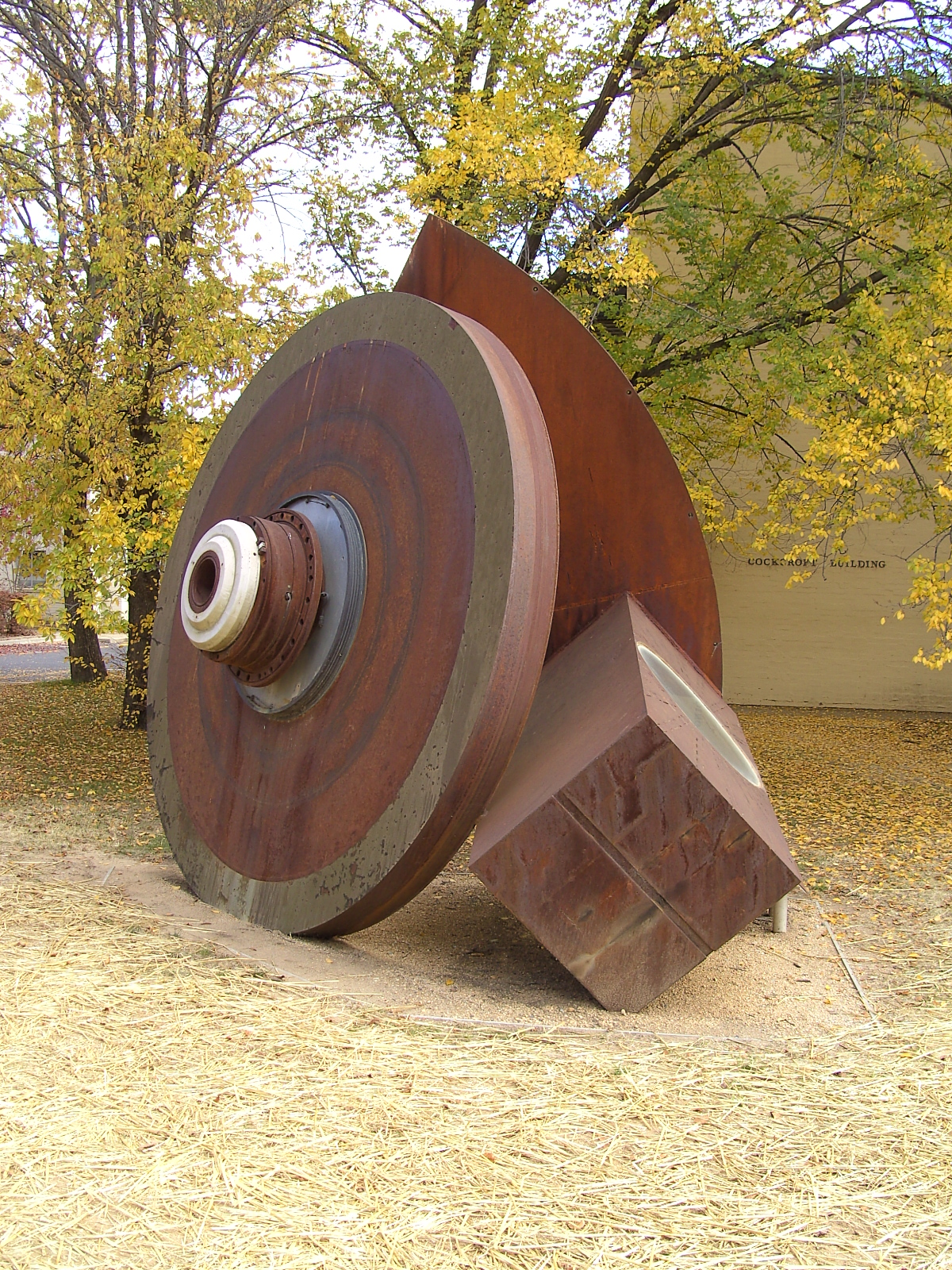
En skulptur byggd av delar från den stora unipolarmaskin som var i drift vid Australian National University från 1962 till 1985. Generatorn gav en strömstyrka på 1,8 MA till en synkrocyklotron.

En unipolarmaskin är en generator som producerar likström. Denna likströmsgenerator, som var världens första, uppfanns av Michael Faraday 1831 och kallas därför även Faradays skiva. Unipolarmaskinen ger en jämn (ej pulserande) likström med hög strömstyrka och låg spänning. Unipolarmaskinen har idag föga användning (annat än på fysiklektioner), då likström numera effektivare fås genom likriktning av växelström.